# Lars Västgöte
Lars Västgöte (även Westgöthe), död efter 1599, var en svensk lagman, tillhörig ätten Westgöthe.

## Biografi
Han var fogde i Dal och Lysing 1551, lagman i Värmlands lagsaga från 1568 till 1582. Möjligen adlad 1573 men ej introducerad. Fick detta år flera gårdar i Södermanland i förläning, bland dem Mälby, Skedevi, Hornsund och Sofielund.

### Familj
Västgöte var gift med Anna Staffansdotter (död 1609). De fick tillsammans barnen Kerstin Västgöta som var gift med stallmästaren Anders Nilsson (Häst eller Ross), Agnets Larsdotter (Västgöte) som var gift med borgmästaren Erik Andersson i Nyköping och en dotter som var gift med generalmajoren och hovmästare Bastian Bonnat.